# Miguel Baquero
Miguel Baquero (seudónimo de José Miguel García Martín), Madrid, 1966. Novelista, cuentista y crítico literario.

## Biografía
Comenzó su carrera como escritor en 1999, con la novela “Vida de Martín Pijo”. En el año 2003 publicó la novela breve “Matilde Borge, aviador”. A estas novelas siguieron “La rebelión de los insectos” (2007), “Vidas elevadas” (2011), “Objetos perdidos” (2013) y “Morir es relativo” (2015), esta última en colaboración con Eduardo Cruz Acillona. Asimismo ha publicado libros de cuentos, género en el que ha ganado diversos premios literarios. “Diez cuentos mal contados” (2009) y “Figuras de alambre” (2012). Las misceláneas “A esto llevan los excesos” (2010) y “El mundo es oblongo” (2014) reúnen una selección de entradas de los blogs así llamados, en que se engloban cuentos, relatos, apuntes y breves poesías.
Como crítico literario, y bajo el seudónimo de Clandestino Menéndez, fue colaborador del fanzine “La fiera literaria”, practicando el género de la crítica acompasada (un género de crítica que se va efectuando al mismo tiempo que se lee el libro). En “Cuadernos críticos I” y “Cuadernos críticos II” (2005 y 2011, respectivamente) se recoge una selección de este tipo de críticas.
Con su nombre real, J. Miguel G. Martín, y en un tono alejado del humor, ha publicado la novela “La rebelión de los insectos” (2007) y el libro de tres relatos “Carretera, pasta, poder” (2016).
- Datos: Q24263694